# Boroneddu
Boroneddu – miejscowość i gmina we Włoszech, w regionie Sardynia, w prowincji Oristano. Graniczy z Abbasanta, Ardauli, Ghilarza, Neoneli, Nughedu Santa Vittoria, Soddì, Sorradile, Tadasuni i Ula Tirso.
Według danych na rok 2007 gminę zamieszkiwały 173 osoby, 37,2 os./km².